# Pseudotrichonotus xanthotaenia
Espèce
Statut de conservation UICN

 DD 15 août 2019 : Données insuffisantes
Pseudotrichonotus xanthotaenia est une espèce de poissons marins téléostéens de la famille des Pseudotrichonotidae.

## Systématique
L'espèce Pseudotrichonotus xanthotaenia a été décrite pour la première fois en 1992 par l’ichtyologue russe Nikolai Vasilyevich Parin (d).

## Description
Pseudotrichonotus xanthotaenia possède un corps allongé qui peut atteindre les 6 cm.
L'espèce se caractérise par une bande jaune le long de son corps qui lui a valu son épithète spécifique.

## Répartition
Cette espèce se croise dans l’océan Indien, plus précisément sur la Saya de Malha, à des profondeurs se situant aux alentours de 110 m.

## Étymologie
Son épithète spécifique, xanthotaenia, vient des mots grec ξανθός, « jaune » et latin tænĭa, « bande », et fait référence à la bande jaune présente tout le long du corps.

## Publication originale
- Parin, N. V. (1992). Pseudotrichonotus xanthotaenia (Pseudotrichonotidae, Aulopiformes) -- new species from the Saya de Malha Bank. J. Ichthyol. 32(7): 128-131.